# 石手川公園站
石手川公園站（日语：／ Ishitegawa-kōen eki */?）是位於日本愛媛縣松山市的鐵路車站，隸屬於伊予鐵道（伊予鐵），車站編號為IY11，是70年代增設的通勤車站。部份月台座落在原來架設的鐵橋上，屬地面車站式的鐵橋站，與同樣位於四國島內，高知縣JR四國的土佐北川站，整個月台建於鐵橋上不同。而這條鐵橋經認定後，被評為全日本第三最最古老而又未曾被遷移過的鐵路橋樑，2012年，與同樣位於本站附近的「煉瓦橋（橫河原線、第26號溝橋）」一同獲得由土木學會頒發「土木學會選獎土木遺產」殊榮。
2007年上映的電影《隔壁的戰爭》以本站作為劇中「北舞坂站」的場景。

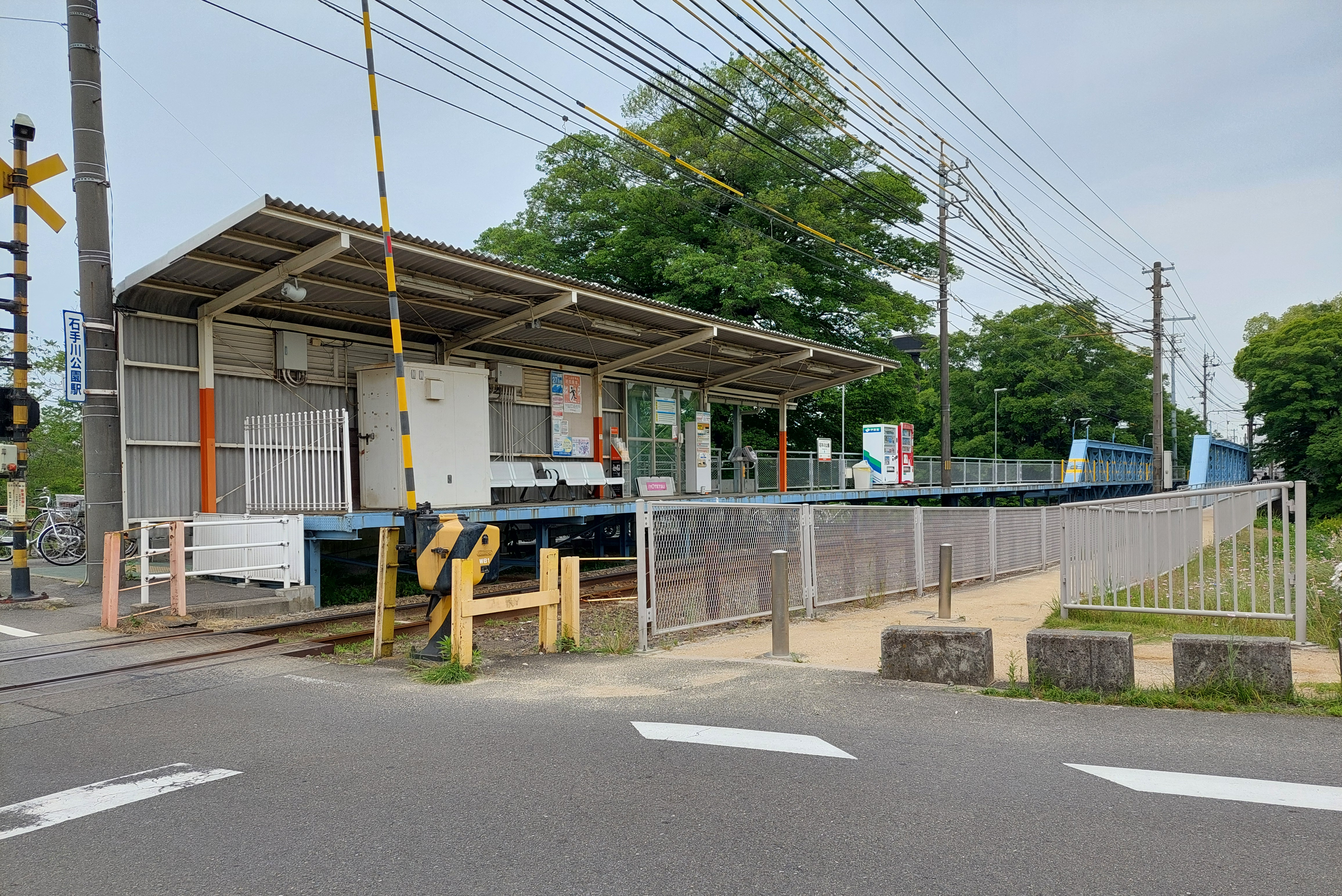
車站月台全貌(2024年5月)

## 車站結構

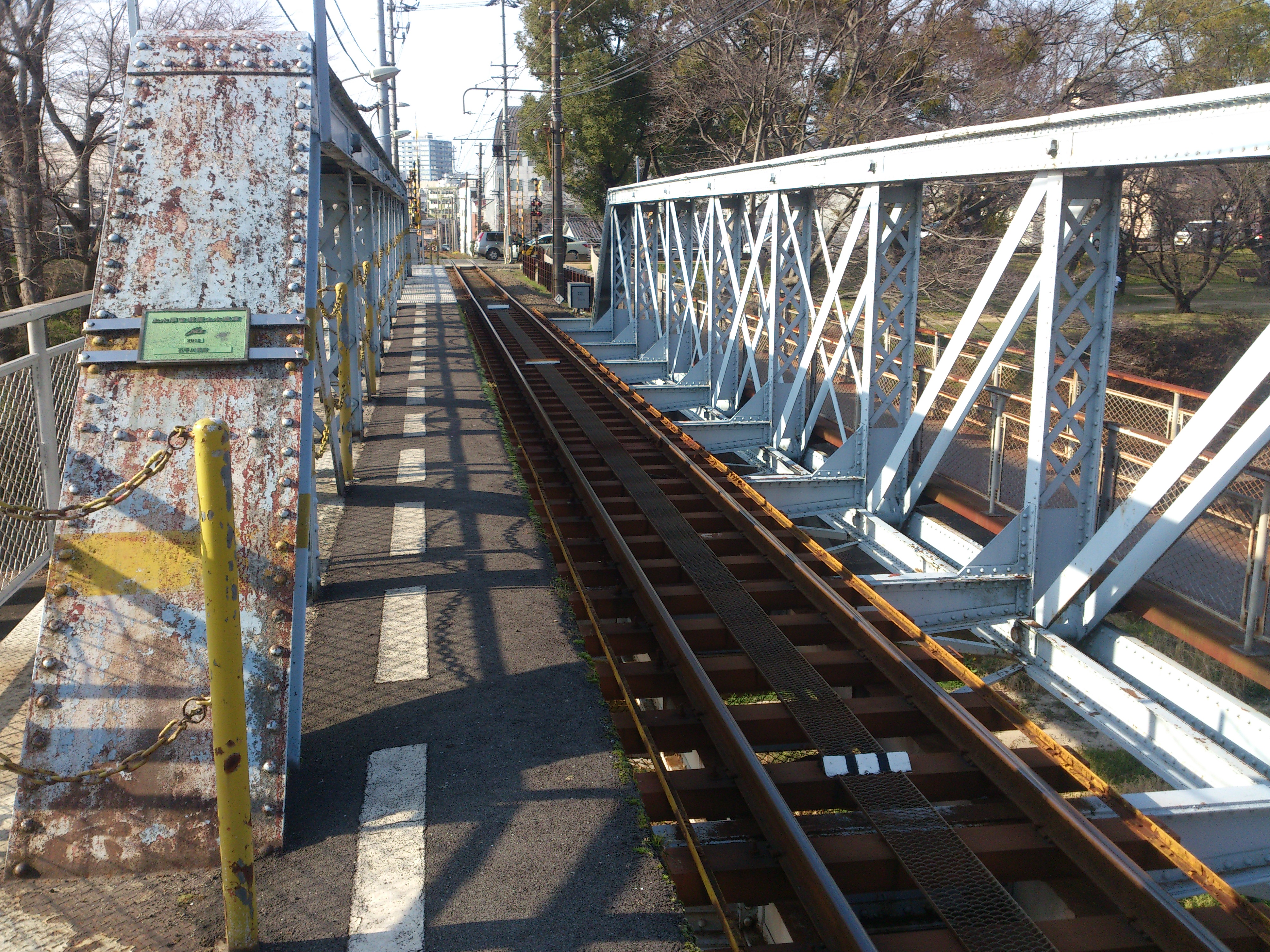
往松山市方向的部份月台座落於鐵道橋上。

為簡易車站模式，不設站舍或站務亭，與牛淵站同為橫河原線上的無人車站，於平交道路口旁便可沿無障礙斜道或樓梯進站。
設有側式月台1座，列車不能在此交換，有效長度為4輛，其中向松山市站方向有超過2輛長度是位於鐵橋上。該部份的月台寬度也極為狹窄，地面上的安全白線完全貼近橋身，只有最盡頭約少於半節車廂的寬度才恢復如座落於地面上月台的部份一樣。尤當下行列車靠站時，該部份月台完全不適合作停留。
月台出入口原置於另一末端向伊予立花站方向，亦只設有樓梯上落，後來因應車站改善工程，在月台後方加建了無障礙斜道，原本出入口的梯級被拆去，並圍上鐵柵，月台出入口及IC咭感應器都移前了約1個車廂的位置，除此以外，自動售票機的方向也作了180度的轉動，以配合從新入口進入購票。
設備上，主要集中在月台出入口旁，設有數張候車座椅及自動售賣機，月台的上蓋長度和一般單月台的規格相約，只有不足1輛車廂長度設有上蓋。列車靠站時，下行往橫河原為右側上落；上行往松山市則為左側上落。

### 月台配置
| 路線      | 方向 | 目的地                        |
| --------- | ---- | ----------------------------- |
| ■横河原線 | 下行 | 横河原方向                    |
| ■横河原線 | 上行 | 松山市、直通■高濱線往高濱方向 |

## 歷史
- 1972年6月14日：開業。
- 2025年3月18日：伊予鐵內所有郊外鐵道線均可使用ICOCA及全國交通系IC卡[5][6][7]。

## 相鄰車站
伊予鐵道
■ 橫河原線
松山市（IY10）－石手川公園（IY11）－伊予立花（IY12）

## 外部連結
- 伊予鐵道石手川公園站公式網頁。 （页面存档备份，存于）